# 포티튜드 작전
포티튜드 작전(Operation Fortitude)은 제2차 세계 대전 중 노르망디 상륙 작전에 관련된 작전으로써 연합군이 사용한 속임수 작전의 코드네임이다. 이 작전은 세 가지로 나뉘는데, 북 포디튜드는 노르웨이 침공 협박용이며 남 포디튜드는 독일군이 연합군이 노르망디보다 프랑스의 파 드 칼레에 상륙할 것이라 믿게 하기 위해 고안되었다. 남 포디튜드는 전쟁 중 가장 성공적인 속임수 작전 중 하나이다. 북 포티튜드와 남 포티튜드는 보디가드 작전으로 불리는 속임수 계획과 밀접한 관련이 있다.

## 북 포티튜드
북 포티튜드는 가상의 부대인 "영국 제4군"으로 이루어졌는데 이 부대는 용병(subsidiary units)과 사령부로 구성되었다. 부대의 존재를 흘리기 위해 가짜 무선 통신도 쳤으며(스카이 작전이라고 부른다), 그리고 있지도 않은 부대 이동에 대한 보고도 이루어졌다.
영국 외교관들 또한 중립국인 스웨덴과 노르웨이 침공에서의 이익과 양보 및 타협에 대해 교섭을 시작했는데, 스웨덴에서의 비행 정찰 임무 권리와 불시착한 비행기를 급유할 수 있는 권리에 대해 논의하였다. 이 교섭은 정말 그러한 것들에 대해서 의논하기 위한 것이 아니라 일부러 이 교섭에 대한 사실이 독일군의 귀에 들리게 하기 위해 진행되었다.
게다가 이들은 25만 개에 달하는 스키 장비도 신청했다(25만 개의 스키 장비는 실제로 필요한 장비는 아니었지만, 신청은 정식 절차에 따라 이뤄졌다). 이것이 의미하는 것은 이 부대가 스칸디니비아 반도로 상륙할 것이라는 암시를 풍기는 것이었고, 이것은 독일군에게 그대로 흘러들어갔다(연합군 최고 사령부의 일반 행정 담당 요원들은 절차에 따라 그 서류를 처리했다). 독일군은 25만 명 정도라면 주공은 아니고 양동작전이라고 판단했으나, 어쨌건 상륙이 예상되므로 그에 준하는 병력을 스칸디나비아 반도에 주둔시키지 않을 수 없었고, 결과적으로 이들은 1944년 여름의 연합군의 노르망디 상륙 작전 당시에는 바다를 쳐다보는 것 말고는 아무런 역할도 하지 못했다.
전투 서열(Order of Battle)
- 영국 제4군
  - 제2군단
    - 제55사단
    - 제3사단
    - 제58사단
    - 제113독립보병여단

  - 영국 제7군단
    - 제52사단
    - 미국 제55사단
    - 미국 레인저대대

제3사단과 제113독립보병여단을 제외한 전부대는 존재하지 않는 가상의 부대였다.

## 남 포티튜드
남 포티튜드는 독일군이 파 드 칼레로 연합군이 침공해올 것이라고 오인하도록 계획되었다. 파 드 칼레는 프랑스에서 영국까지의 가까운 부분이었기 때문에 파 드 칼레 침공설은 논리적이고 전략적인 이야기였다. 따라서 독일군은 그 허위사실을 믿을 수밖에 없었다. 따라서 독일군은 노르망디 방어병력을 줄이는 대신 파 드 칼레 부근에 방어병력을 집중 배치했고 이로 인해 노르망디 상륙작전은 비교적 수월하게 진했됐으며 상륙 직후에도 독일군의 증원부대는 노르망디로 신속하게 오지 못했다.
노르망디에 연합군이 상륙하고 그곳의 독일군이 자신들이 속았다는 것을 깨달았을 때는 이미 늦었다. 노르망디 해변이 연합군의 수중에 들어가고 있을 때 여전히 독일군 사령부는 연합군이 파 드 칼레로 침공해 올것이라 믿고 기다리고 있었다.

### 퀵실버 작전
남 포티튜드의 키포인트는 바로 퀵실버 작전이었다. 퀵실버 작전은 몽고메리의 제21군집단(Army Group)(진짜 노르망디 침공군), 그리고 미국 제1군집단(FUSAG)(조지 패튼 장군의 유령부대(fictitious force))으로 이뤄진 연합군 병력이 파 드 칼레로 건너가기 위해 잉글랜드 남동쪽에 집결해 있다는 허위 사실을 독일군이 믿게끔 한 작전이었다.
침공 정보가 담긴 허위 문서를 받아든 독일군은 거짓 정보를 믿고 연합군이 침공을 원활하게 할 수 있는 행동들을 시작했다. 성공적인 유럽 침공을 위해 계획 담당 장교들은 배 탑승 지점에서 가장 가까운 지점에 먼저 상륙할 선발대를 보내기로 결정했다. 독일 첩보기관은 연합군 침공병력이 가장 밀집해 공격해 올 곳을 칼레의 정 반대쪽으로 예상했다.
모형 차량과 모형 상륙정들이 거짓 탑승 지점에 배치되었다. 또한 막대한 양의 거짓 라디오 전파를 흘러나갔고 독일군은 이 모든 것을 믿었다.
이런 큰 규모의 속임수는 MI5, MI6, SHAEF같은 군사 조직들의 능력이 이뤄낸 성과였다. 결국 독일군은 이러한 체계적인 연합군의 속임수에 넘어갈 수밖에 없었다.

## 성공 요인
이 작전이 성공적으로 이뤄질 수 있었던 주요 요인은 다음과 같다.
- 오보를 퍼트리기 위한 요원들이 영국 첩보기관에 의해 오랫동안 육성되었다.
- 독일군 정보부(Abwehr)과 독일 고위 사령부 사이에서 오간 허위 정보를 가진 에니그마(ENIGMA)코드가 해독당했다.
- 독일 정보기관 특유의 천성. 그리고 그 외의 수많은 요소들이 이 작전을 성공적으로 이끌었다.

## 같이 보기
- 노르망디 상륙 작전